# Lista cluburilor de fotbal din România

Aceasta este o listă de cluburi de fotbal notabile din România (atât existente, cât și desființate).

## Județul Alba
- Metalurgistul Cugir
- Unirea Alba Iulia

## Județul Arad
- ACU Arad
- AMEFA Arad
- Gloria Arad
- Strungul Arad
- Șoimii Pâncota
- Tricotaje Ineu
- UTA Arad
- Vagonul Arad

## Județul Argeș
- FC Argeș Pitești
- FC Internațional Curtea de Argeș
- CS Mioveni
- CS Muscelul Câmpulung

## Județul Bacău
- CS Aerostar Bacău
- FCM Bacău
- FC Onești
- Petrolul Moinești
- FC Știința Bacău

## Județul Bihor
- Clubul Atletic Oradea
- FC Bihor Oradea
- CF Liberty Oradea
- CS Luceafărul Oradea

## Județul Bistrița-Năsăud
- Gloria Bistrița

## Județul Botoșani
- FC Botoșani
- FCM Dorohoi

## Județul Brașov
- Brașovia Brașov
- FC Brașov
- CS CFR Brașov
- Colțea Brașov
- Forex Brașov
- ICIM Brașov
- FC Ghimbav 2000
- AS Nitramonia Făgăraș
- FC Săcele
- Tractorul Brașov

## Județul Brăila
- Dacia Unirea Brăila
- CS Făurei

## București
- Colentina București
- ACS Daco-Getica București
- Dinamo București
- FCSB
- Inter Gaz București
- Electromagnetica București
- Rapid București
- AS Rocar București
- Olimpia București
- Progresul București
- Progresul Spartac
- Rapid II București
- Sportul Studențesc
- CSA Steaua
- Venus București
- Victoria București

## Județul Buzău
- Gloria Buzău
- Petrolul Berca
- CSM Râmnicu Sărat

## Județul Caraș-Severin
- FC Caransebeș
- Metalul Bocșa
- CS Metalul Reșița
- FCM Reșița

## Județul Călărași
- Dunărea Călărași
- FC Prefab 05 Modelu

## Județul Cluj
- FC Arieșul Turda
- CSM Câmpia Turzii
- Club Atletic Cluj(Ferar Cluj)
- CFR Cluj
- Dermata Cluj(Bastionul Cluj)
- Sănătatea Cluj
- Unirea Dej
- Universitatea Cluj
- Victoria Cluj

## Județul Constanța
- Callatis Mangalia
- FC Farul Constanța
- CSM Medgidia
- CS Năvodari
- CS Portul Constanța
- FC Viitorul Constanța

## Județul Covasna
- Sepsi Sfântu Gheorghe

## Județul Dâmbovița
- Atletic Fieni
- Cimentul Fieni
- CF Chindia Târgoviște
- Electrosid Titu
- FCM Târgoviște
- Flacăra Moreni

## Județul Dolj
- CFR Craiova
- Craiu Iovan Craiova
- FC Craiova
- FC Electroputere Craiova
- Oltenia Craiova
- Rovine Grivița Craiova
- CS Universitatea Craiova

## Județul Galați
- Constructorul Galați
- Oțelul Galați
- CSU Galați
- FCM Dunărea Galați
- Politehnica Galați

## Județul Gorj
- Pandurii Târgu Jiu
- Viitorul Pandurii Târgu Jiu
- Minerul Motru
- SC Minerul Jilț Mătăsari

## Județul Giurgiu
- Astra Giurgiu
- Dunărea Giurgiu

## Județul Harghita
- FK Csíkszereda Miercurea Ciuc

## Județul Hunedoara
- Aurul Brad
- CFR Marmosim Simeria
- Dacia Orăștie
- FC Hunedoara
- Inter Petrila
- Jiul Petroșani
- Minerul Lupeni
- Mureșul Deva
- CS Vulcan
- Victoria Călan

## Județul Ialomița
- CSM Unirea Slobozia
- Unirea Urziceni

## Județul Iași
- CSM Politehnica Iași
- CFR Pașcani
- CS Știința Miroslava

## Județul Ilfov
- FC Voluntari
- CS Otopeni
- FC Snagov
- Sportul Snagov
- CS Buftea
- Inter Pantelimon
- Victoria Brănești
- Concordia Chiajna
- CS Ștefănești
- ACS Berceni

## Județul Maramureș
- FC Baia Mare

## Județul Mehedinți
- CFR Turnu Severin
- FC Drobeta-Turnu Severin
- CS Turnu Severin
- FC Severnav Turnu Severin
- Minerul Mehedinți

## Județul Mureș
- ACS Târgu Mureș
- FC ASA Târgu Mureș
- Avântul Reghin
- Chimica Târnăveni
- FCM Târgu-Mureș
- Mureșul Târgu Mureș
- Mureșul Luduș
- ASA Unirea Ungheni

## Județul Neamț
- Ceahlăul Piatra Neamț
- Laminorul Roman
- Cetatea Târgu Neamț

## Județul Olt
- FC Olt Slatina
- FC Olt Scornicești
- FC Caracal

## Județul Prahova
- Chimia Brazi
- Fortuna Brazi
- Metalul Plopeni
- Petrolul Ploiești
- Prahova Ploiești
- Tricolorul Breaza
- FC Unirea Câmpina
- United Ploiești

## Județul Satu-Mare
- Olimpia Satu Mare

## Județul Sălaj
- FC Zalău

## Județul Sibiu
- Gaz Metan Mediaș
- Hermannstadt
- Inter Sibiu
- Șoimii Sibiu
- Voința Sibiu

## Județul Suceava
- CSM Bucovina Rădăuți
- CSM Dorna Vatra Dornei
- Cetatea Suceava
- Foresta Suceava
- Foresta Fălticeni
- Juventus Fălticeni
- CS Sporting Suceava

## Județul Timiș
- Auxerre Lugoj
- Banatul Timișoara
- CA Timișoara
- CSM Lugoj
- CFR Timișoara
- Chinezul Timișoara
- ACS Electrica Timișoara
- Fortuna Covaci
- ACS Poli Timișoara
- ASU Politehnica Timișoara
- FC Politehnica Timișoara
- SS Progresul Timișoara
- Ripensia Timișoara
- UMT Timișoara
- Unirea Sânnicolau Mare

## Județul Tulcea
- FCM Delta Tulcea
- Săgeata Stejaru
- Șantierul Naval Tulcea - SNT

## Județul Vaslui
- FC Vaslui
- Rulmentul Bârlad

## Județul Vâlcea
- CSM Râmnicu Vâlcea
- Chimia Râmnicu Vâlcea

## Județul Vrancea
- CSM Focșani